# Спорідненість
Спорі́дненість, спорі́днення, родинні зв'язки́, родинність, розм. родичі́вство, кре́вність — стан пов'язаності між родичами, між членами родини. Розрізнюють власне родинні зв'язки (спорідненість зі спільного походження) і свояцтво (спорідненість, заснована на шлюбі). У цій статті також наведені терміни щодо позначення інших відношень між людьми, які не обмежуються наявністю спільних предків або шлюбними стосунками.
Слово «родичівство», будучи розмовним, не є офіційним терміном, проте трапляється в деяких сучасних публікаціях.

## Загальні терміни
- Генеалогія — історія роду, родини, а також допоміжна дисципліна, що вивчає історію окремих родів
- Рід — генетично пов'язані одне з одним покоління, які ведуть походження від одного предка
- Спорідненість (кровна спорідненість) — відношення між людьми, які засновані на наявності спільних предків
  - Пряма спорідненість — відношення між предками та нащадками
    - Висхідна́ лінія — низка поколінь від особи до предків.
    - Низхідна́ лінія — низка поколінь від особи до нащадків

  - Бічна спорідненість (непряма спорідненість) — відношення між нащадками спільних предків
- Свояцтво — спорідненість за шлюбом, між родичами чоловіка і дружини.
- Чоловіча лінія — низка поколінь предків або нащадків виключно чоловічої статі (батько, дід по батькові, прадід — батько діда по батькові тощо)
- Жіноча лінія — низка поколінь предків або нащадків виключно жіночої статі (мати, баба по матері, прабаба — мати баби по матері тощо)
- Ступінь спорідненості — одиниця близькості спорідненості, визначається як народження однієї особи від другої, а також стосунки подружжів. Так, до родичів першого ступеня прямої спорідненості належать батько, мати, син, дочка, подружжя. До родичів другого — діди, баби, внуки, внучки. У бічній спорідненості першого ступеня не виділяють, до другого відносять рідних та неповнорідних братів та сестер, до третього — дядьків, тіток, племінників та племінниць, до четвертого — двоюрідних братів та сестер, двоюрідних дідів, баб, внуків та внучок[7][8].

## Родичі кровні по прямій лінії

### У сусідніх поколіннях
- Батьки́ — батько й мати щодо своїх дітей.

- Батьківство — кровне споріднення між батьком і його дитиною
- Материнство — кровне споріднення між матір'ю та її дитиною; почуття жінки-матері

- Батько (тато, татусь, няньо, неньо) — чоловік щодо своїх дітей
  - По батькові — складова частина власного імені людини, що вказує на ім'я батька
  - Батьківщи́на — земля батьків; рідний край, країна
  - Ба́тьківщина — спадщина від батьків; спадковий маєток, обійстя

- Мати (мама, ненька, матінка, мамка, мамця, матуся, мамуся) — жінка щодо дитини, яку народила
- Син (сино́к, сино́чок) — особа чоловічої статі щодо своїх батьків
  - Пе́рвісток (пе́рвенець, перва́к, первачо́к) — перший народжений син
- Дочка (розм. донька, зменш. до́ня, до́ця, донечка, дочечка) — особа жіночої статі щодо своїх батьків
  - Пе́рвістка (пе́рві́сточка, перва́чка) — перша народжена дочка
- Діти — загальне позначення синів та дочок
- Позашлюбні діти (побут. незаконнонароджені діти, зневажл. байстря́та, байстрюки́, заст. копили́) — діти, батьки яких не перебували у зареєстрованому шлюбі на момент народження дитини[9]
- Бастарди — термін, уживаний щодо позашлюбних дітей впливових осіб (королів, герцогів) у середньовічній Європі
- Безба́тченко — дитина, батько якої не бере жодної участі в її вихованні.

### Через покоління
- Дід (дідусь, дідуньо, дідо) — батьків або материн батько
  - Дідівщина, дідизна — спадщина від діда
  - Дідівство — властиві дідові відчуття родинного зв'язку з онуками

- Баба (бабуся, бабка, бабця, бабуня) — батькова або материна мати
- Онук (внук, внуча́, унуча́, внуча́тко, внученя́, унученя́, онуча́, онуча́тко, онученя́) — син сина або дочки
- Ону́чка (вну́чка, ону́ка, вну́ченька, ону́ченька, уну́ченька) — дочка сина або дочки

### Через два покоління
- Прадід — батько діда або баби
- Прабаба — мати діда або баби
- Правнук — син внука або внучки
- Правнучка — дочка внука або внучки

### Через багато поколінь

Генеалогічне дерево сім'ї.

- Пра(n разів)дід — предок у n+2-поколінні
- Пра(n разів)баба — предок жіночої статі у n+2-поколінні
- Пра(n разів)внук — нащадок у n+2-поколінні
- Пра(n разів)внучка — нащадок жіночої статі у n+2-поколінні
- Предок — старший родич по висхідній лінії з боку матері або батька (звичайно старіший за діда, бабу); людина, від якої веде свій початок рід. Взагалі: представник минулих поколінь; людина, що жила задовго до теперішніх часів (у цьому значенні переважно у множині — «предки»)
- Пра́щур — батько прапрадіда або прапрабаби, або взагалі далекий предок, родоначальник.
- Пра́щурка — мати прапрадіда або прапрабаби, або взагалі далекий предок, родоначальниця
- Пра(n разів)щур — предок у n+4-поколінні
- Пра(n разів)щурка — предок жіночої статі у n+4-поколінні
- Прабатько (родоначальник, заст. прародитель) — той, від якого веде початок який-небудь рід; перший представник роду, від якого лічать родовід
- Прамати (родоначальниця, заст. прародителька) — та, від якої веде початок який-небудь рід; перша представниця роду, від якої лічать родовід
- Прабатьки (прародителі) — загальна назва прабатька та праматері, а також уживається у значенні «предки», «пращури».
- Наща́док (потомок) — людина стосовно своїх предків: особа, яка походить від когось. Взагалі: представник майбутніх поколінь (у цьому значенні уживається переважно у множині — «нащадки», «потомки»). У переносному значенні: «син», «наступник», «спадкоємець».

## Родичі кровні по бічній лінії

### В одному поколінні

#### Рідні
- Брат (братик, братусь, братунь, братуха) — кожен із синів щодо інших дітей тих самих батьків.
- Привінчаний брат — брат, народжений до шлюбу та визнаний батьками (заст.).
- Сестра (сестриця, сеструня) — кожна з дочок щодо інших дітей тих самих батьків.
- Привінчана сестра — сестра, народжена до шлюбу та визнана батьками (заст.).
- Близнюки (близнята) — діти, що народились одночасно в однієї матері.
  - Однояйцеві близнюки — діти, що розвилися з одної зиготи. Вони мають вигляд повних копій одне одного й завжди однієї статі.
  - Різнояйцеві близнюки — діти, які народилися в матері одночасно, але розвилися з різних зигот. Вони можуть бути як однієї, так і різних статей (і навіть мати різних батьків).
  - Двійня́та (двійня́, однина — двійнятко) — двоє одночасно народжених дітей у однієї жінки, двоє близнят.
  - Трійня́та (трійня́, однина — трійня́тко) — троє одночасно народжених дітей у однієї жінки, троє близнят.
- Суродженці (суро́дженики) — термін, прийнятий зараз щодо братів і сестер, які не є близнюками. Іноді щодо них вживають англійський термін «си́блінги» («си́бси»), який походить від давньоанглійського siblings («родичі», «близькі», середньоанглійська форма sibs, sibbes), яке повернулося до живого мовлення в 1903 році[10].

#### Неповнорідні брати й сестри
- Однокро́вні (єдинокро́вні) — син або дочка, брат або сестра, які мають із кимось спільного батька, але різних матерів.
- Одноутро́бні (єдиноутро́бні) — син або дочка, брат або сестра, народжені від різних батьків, але однією матір'ю, рідні по матері[11].

#### Зведені брати й сестри
Зве́дені брати й сестри (розм. зведеня́та, зведенюки́) — особи, батьки яких перебувають у шлюбі, тобто яких «звело» одруження батьків. Часто «зведеними» неправильно зовуть однокровних та одноутробних братів і сестер.
- Зве́дений брат — той, хто доводиться братом, будучи сином мачухи або вітчима.
- Зве́дена сестра — та, хто доводиться сестрою, будучи дочкою мачухи або вітчима[11].

#### Двоюрідні брати й сестри
Двою́рідні брати й сестри (брати та сестри в перших, стри́єчні брати та сестри) — діти рідних братів та сестер. Мають спільних бабусю й дідуся.
- Двоюрідний брат (брат у перших) — син дядька або тітки, племінник батька або матері.
- Двоюрідна сестра (сестра в перших) — дочка дядька або тітки, племінниця батька або матері.

Двоюрідних братів також іноді називають «кузенами», а двоюрідних сестер — «кузинами». Ці терміни запозичено з французької мови (фр. cousin, cousine — від лат. consobrinus, consobrina), де щодо понять «двоюрідний брат» і «двоюрідна сестра» вживаються конкретніші терміни cousin-germain, cousine-germaine (germain, germaine), а терміни arrière-cousin, arrière-cousine мають інше значення — «дальші кровні родичі по бічній лінії». В англійській мові слово cousin також може вживатися не тільки щодо двоюрідного брата або сестри, а взагалі до далекого кровного родича.
Напівдвоюрідні брати й сестри — діти неповнорідних братів і сестер. Мають спільну бабусю або спільного дідуся.
Двічі двоюрідні брати й сестри — двоюрідні брати й сестри, обома батьками яких є брати (сестри) батьків (трапляється у випадках, коли рідні брати одружуються з жінками, які доводяться одна одній рідними сестрами, або коли брат дружини якогось чоловіка одружується з його сестрою). Мають спільних бабусь і дідусів.

#### Троюрідні брати й сестри
Троюрідні брати й сестри (брати й сестри в других) — діти двоюрідних братів і сестер матері або батька. Мають спільних прабабусю й прадідуся.

#### Чотириюрідні брати й сестри
Чотириюрідні брати й сестри (брати й сестри в третіх) — діти троюрідних братів і сестер матері або батька. Мають спільних прапрабабусю й прапрадідуся.

#### П'ятиюрідні брати й сестри
П'ятиюрідні брати й сестри (брати й сестри в четвертих) — діти чотириюрідних братів і сестер матері або батька. Мають спільних прапрапрабабусю й прапрапрадідуся.
Шестиюрідні брати й сестри
Шестиюрідні брати й сестри (брати й сестри в п'ятих) — діти п'ятиюрідних братів і сестер матері або батька. Мають спільних прапрапрапрабабусю й прапрапрапрадідуся. 

#### n-юрідні брати й сестри
n-юрідні брати й сестри (брати й сестри в (n-1)-них) — діти (n-1)-юрідних братів і сестер матері або батька. Мають спільних (n-2)прабабусю й (n-2)прадідуся. Шлюб між n-юрідними братом і сестрою, де n більше 4, є повністю можливим, не несе жодної загрози для здоров'я їхніх дітей і не вважається неправильним із точки зору жодної релігії.

### У сусідніх поколіннях
Брати й сестри батьків:
- Дя́дько (дядя, дядьо) — брат батька або матері.
- Тітка (тьотя, тета, цьоця) — сестра батька або матері.
- Стрий (пестл. стрийко) — брат батька, дядько по батькові. Інше значення — чоловік батькової сестри.
- Стри́йна (стриянка) — сестра батька. Інше значення — дружина батькового брата.
- Ву́йко (вуй) — брат матері, дядько по матері. Інше значення — чоловік материної сестри.
- Ву́йна (вуйчина, вуянка) — сестра матері. Інше значення — дружина материного брата.

Діти братів і сестер:
- Племі́нник (не́біж, не́бож, небожа́, небожа́тко)[15][16] — син брата або сестри.
- Племі́нниця (небо́га, небожа́, небожа́тко) — дочка брата або сестри.
- Бра́тич (брата́нець, брата́н, брата́нич, не́біж) — син брата, племінник по братові.
- Брата́ниця (небо́га) — дочка брата, племінниця по братові.
- Сестри́нець (сестрінець, сестрин) — син сестри, племінник по сестрі.
- Сестри́ця (сестріниця, сестринка) — дочка сестри, племінниця по сестрі.

Двоюрідні брати й сестри батьків:
- Двоюрідний дядько — двоюрідний брат батька або матері.
- Двоюрідна тітка — двоюрідна сестра батька або матері.

Діти двоюрідних братів і сестер:
- Двоюрідний племінник — син двоюрідного брата або сестри.
- Двоюрідна племінниця — дочка двоюрідного брата або сестри.

Троюрідні брати й сестри батьків:
- Троюрідний дядько — троюрідний брат батька або матері.
- Троюрідна тітка — троюрідна сестра батька або матері.

Діти троюрідних братів і сестер:
- Троюрідний племінник — син троюрідного брата або сестри.
- Троюрідна племінниця — дочка троюрідного брата або сестри.

### Через покоління
Рідні брати й сестри діда й баби:
- Внучатий дядько (двою́рідний дід) — брат діда або баби, дядько батька або матері.
- Внучата тітка (двою́рідна баба) — сестра діда або баби, тітка батька або матері.
- Внучатий племінник (двоюрідний внук) — внук рідного брата або сестри, син племінника або племінниці.
- Внучата племінниця (двоюрідна внучка) — внучка рідного брата або сестри, дочка племінника або племінниці.

|  |  |  |  |      |      |      |      |      |      |     |     |        |        |        |        |        |        |      |      |      |      |      |      |                                     |                                     |                                     |                                     |                                     |                                     |                                    |                                    |                                     |                                     |                                     |                                     |                                     |                                     |
|  |  |  |  |      |      |      |      |      |      |     |     |        |        |        |        |        |        |      |      |      |      |      |      |                                     |                                     |                                     |                                     |                                     |                                     |                                    |                                    |                                     |                                     |                                     |                                     |                                     |                                     |
|  |  |  |  |      |      | Дід  | Дід  | Дід  | Дід  | Дід | Дід |        |        |        |        |        |        | Баба | Баба | Баба | Баба | Баба | Баба |                                     |                                     | Двоюрідний дід (Двоюрідна баба)     | Двоюрідний дід (Двоюрідна баба)     | Двоюрідний дід (Двоюрідна баба)     | Двоюрідний дід (Двоюрідна баба)     | Двоюрідний дід (Двоюрідна баба)    | Двоюрідний дід (Двоюрідна баба)    |                                     |                                     |                                     |                                     |                                     |                                     |
|  |  |  |  |      |      | Дід  | Дід  | Дід  | Дід  | Дід | Дід |        |        |        |        |        |        | Баба | Баба | Баба | Баба | Баба | Баба |                                     |                                     | Двоюрідний дід (Двоюрідна баба)     | Двоюрідний дід (Двоюрідна баба)     | Двоюрідний дід (Двоюрідна баба)     | Двоюрідний дід (Двоюрідна баба)     | Двоюрідний дід (Двоюрідна баба)    | Двоюрідний дід (Двоюрідна баба)    |                                     |                                     |                                     |                                     |                                     |                                     |
|  |  |  |  |      |      |      |      |      |      |     |     |        |        |        |        |        |        |      |      |      |      |      |      |                                     |                                     |                                     |                                     |                                     |                                     |                                    |                                    |                                     |                                     |                                     |                                     |                                     |                                     |
|  |  |  |  | Мати | Мати | Мати | Мати | Мати | Мати |     |     | Батько | Батько | Батько | Батько | Батько | Батько |      |      |      |      |      |      | Двоюрідна тітка (Двоюрідний дядько) | Двоюрідна тітка (Двоюрідний дядько) | Двоюрідна тітка (Двоюрідний дядько) | Двоюрідна тітка (Двоюрідний дядько) | Двоюрідна тітка (Двоюрідний дядько) | Двоюрідна тітка (Двоюрідний дядько) |                                    |                                    | Двоюрідний дядько (Двоюрідна тітка) | Двоюрідний дядько (Двоюрідна тітка) | Двоюрідний дядько (Двоюрідна тітка) | Двоюрідний дядько (Двоюрідна тітка) | Двоюрідний дядько (Двоюрідна тітка) | Двоюрідний дядько (Двоюрідна тітка) |
|  |  |  |  | Мати | Мати | Мати | Мати | Мати | Мати |     |     | Батько | Батько | Батько | Батько | Батько | Батько |      |      |      |      |      |      | Двоюрідна тітка (Двоюрідний дядько) | Двоюрідна тітка (Двоюрідний дядько) | Двоюрідна тітка (Двоюрідний дядько) | Двоюрідна тітка (Двоюрідний дядько) | Двоюрідна тітка (Двоюрідний дядько) | Двоюрідна тітка (Двоюрідний дядько) |                                    |                                    | Двоюрідний дядько (Двоюрідна тітка) | Двоюрідний дядько (Двоюрідна тітка) | Двоюрідний дядько (Двоюрідна тітка) | Двоюрідний дядько (Двоюрідна тітка) | Двоюрідний дядько (Двоюрідна тітка) | Двоюрідний дядько (Двоюрідна тітка) |
|  |  |  |  |      |      |      |      |      |      |     |     |        |        |        |        |        |        |      |      |      |      |      |      |                                     |                                     |                                     |                                     |                                     |                                     |                                    |                                    |                                     |                                     |                                     |                                     |                                     |                                     |
|  |  |  |  |      |      |      |      | Я    | Я    | Я   | Я   | Я      | Я      |        |        |        |        |      |      |      |      |      |      |                                     |                                     |                                     |                                     | Троюрідний брат (Троюрідна сестра)  | Троюрідний брат (Троюрідна сестра)  | Троюрідний брат (Троюрідна сестра) | Троюрідний брат (Троюрідна сестра) | Троюрідний брат (Троюрідна сестра)  | Троюрідний брат (Троюрідна сестра)  |                                     |                                     |                                     |                                     |

Двоюрідні брати й сестри діда й баби:
- Внучатий двоюрідний дядько (двоюрідний внучатий дядько, троюрідний дід) — двоюрідний брат діда або баби, двоюрідний дядько батька або матері.
- Внучата двоюрідна тітка (двоюрідна внучата тітка, троюрідна баба) — двоюрідна сестра діда або баби, двоюрідна тітка батька або матері.
- Внучатий двоюрідний племінник (двоюрідний внучатий племінник, троюрідний внук) — внук двоюрідного брата або двоюрідної сестри, син двоюрідного племінника або двоюрідної племінниці.
- Внучата двоюрідна племінниця (двоюрідна внучата племінниця, троюрідна внучка) — внучка двоюрідного брата або двоюрідної сестри, дочка двоюрідного племінника або двоюрідної племінниці.

### Через кілька поколінь
Позначення родичів через більшу кількість поколінь утворюються додаванням префікса «пра»: 
- Правнучатий дядько (двоюрідний прадід) — рідний брат прадіда або прабаби.
- Правнучата тітка (двоюрідна прабаба) — рідна сестра прадіда або прабаби.
- Правнучатий племінник (двоюрідний правнук) — правнук рідного брата або сестри.
- Правнучата племінниця (двоюрідна правнучка) — правнучка рідного брата або сестри.

## Свояцтво
Своя́цтво — спорідненість за шлюбом, стосунки між чоловіком і кровними родичами дружини, між дружиною і кровними родичами чоловіка, а також між родичами подружжя.

## Духовне родичівство
- Хрещені батьки — особи, які беруть участь в обряді хрещення у ролі духовних батьків.
- Хреще́ний батько (нанашко, пан вутець) — чоловік, який бере участь в обряді хрещення в ролі духовного батька.
- Хреще́на мати (нанашка , пані матка) — жінка, яка бере участь в обряді хрещення в ролі духовної матері.
- Хреще́ник (хрещений син, похресник) — особа чоловічої статі стосовно своїх хрещених батьків.
- Хреще́ниця (хрещена дочка, похресниця) — особа жіночої статі стосовно своїх хрещених батьків.
- Хреще́ний брат — той, хто має з ким-небудь спільних хрещених батька або матір, а також рідний син хрещеного батька або матері.
- Хреще́на сестра — та, хто має з ким-небудь спільних хрещених батька або матір, а також рідна дочка хрещеного батька або матері.
- Кум — хрещений батько стосовно рідного батька та навпаки, а також хрещений батько стосовно рідної або хрещеної матері.
- Кума́ — хрещена мати стосовно рідної матері та навпаки, а також хрещена мати стосовно рідного або хрещеного батька.

## Інше

### Індивідуальний статус
- Бабин смик — застаріле прізвисько парубка, який одружується зі старшою багатою жінкою[17].
- Боби́ль — одинока людина (розм.). Друге, застаріле значення — «безземельний селянин», «бідар».
- Вдіве́ць (удівець) — чоловік, у якого померла дружина.
- Вдова́ (удова) — жінка, у якої помер чоловік.
- Одина́к — той, хто не має родини, живе один. Друге значення — єдиний син у батьків.
- Одина́чка — дівчина, жінка, яка не має родини, живе одна. Друге значення — єдина дочка у батьків.
- Мати-одиначка — одинока жінка (неодружена, розлучена, вдова), яка виховує одну або кількох дітей.
- Батько-одинак — одинокий чоловік (неодружений, розлучений, вдівець), який виховує одну або кількох дітей.
- Покритка — дівчина, що народила позашлюбну дитину (заст.).
- Розлу́чений (розлу́че́нець) — чоловік, що розірвав шлюб і не одружився знову[18].
- Розлу́чена (розм. розлу́че́нка, заст. розводка, розвідка) — жінка, що розірвала шлюб і не одружилася знову[18][19][20].
- Па́рубок — неодружений чоловік.
  - Старий парубок — немолодий чоловік, який не одружувався.
- Ді́вчи́на (діва, дівка, дівиця) — молода неодружена жінка.
  - Стара діва — немолода жінка, яка не була у шлюбі.
- Прийма́к (при́ймит) — чоловік, який живе разом з батьками дружини (заст.).
- Сирота́ — дитина, підліток, що втратили батька й матір або одного з них, у ширшому значенні — людина, що залишилася без рідних, близьких; одинока, самітна людина.
  - Круглий сирота — сирота, що не має ані батька, ані матері.
  - Сирота за живих батьків — дитина (підліток), батьки якої відмовились від неї чи були позбавлені батьківських прав.
- Солда́тка — жінка, чоловік якої служить у солдатах (заст.). Термін був поширений за часів рекрутчини, коли служба тривала десятки років.
- Солом'яний вдівець — чоловік, який тимчасово залишився без дружини або не живе з нею (жарт.).
- Солом'яна вдова — жінка, яка тимчасово залишилася без чоловіка або не живе з ним (жарт.).

### Дошлюбні та позашлюбні стосунки
- Залиця́льник — чоловік, що залицяється до жінки, добивається взаємності.
- Баламу́т — той, хто залицяється до жінок, дівчат[ком. 1]. Інше значення — «бунтівник», «бешкетник».
- Ба́хур — залицяльник, коханець (лайл.). Інше значення — позашлюбна дитина, байстрюк (зневажл.)[22].
- Джиґу́н (джиґуне́ць, джиґу́нчик, зальо́тник, ба́хур, ловела́с) — любитель залицятися до жінок, заводити позашлюбні зв'язки.
- Дівчачу́р (дівчу́р) — чоловік, який захоплюється дівчатами[23][24].
- Залиця́льниця — дівчина, жінка, що добивається взаємності.
- Коха́нець — чоловік, який перебуває з жінкою у позашлюбних стосунках. Синоніми: коха́н, коха́нко, коха́нок, полюбо́вник, милода́н, ласка́вець, люба́с, па́сія, співме́шканець, фавори́т[25]. Останнім часом у цьому значенні часто неправильно вживають термін «цивільний чоловік».
- Коха́нка — жінка, яка перебуває у позашлюбних стосунках з чоловіком. Синоніми: лю́бка, полюбо́вниця, люба́ска, милода́нка, па́сія, співме́шканка, фавори́тка[26], приспанка[27]. Останнім часом у цьому значенні часто неправильно вживають термін «цивільна дружина».
- Співме́шканець — чоловік, який проживає разом з жінкою без офіційної реєстрації (у незареєстрованому шлюбі), коханець. Інше значення — той, хто мешкає разом у приміщенні.
- Співме́шканка — жінка, яка проживає разом з чоловіком без офіційної реєстрації (шлюбу), коханка.
- Сноха́ч — свекор, який має сексуальні стосунки з невісткою (розм.)[28]
- Нало́жниця — заст. те саме, що коханка[29]; у рабовласницькому суспільстві — коханка-невільниця, коханка-рабиня; другорядна дружина, яка часто була рабинею[30]
- Конкубі́на — термін, уживаний щодо співмешканки-коханки неодруженого чоловіка у римському праві.
- Утри́манка — жінка на повному утриманні у свого коханця, який може бути як неодруженим, так і одруженим (в останньому разі утримання може бути таємним).
- Фавори́тка — слово, прийняте щодо утриманок монархів. Офіційна фаворитка — статус однієї з утриманок французького короля, що дозволяв їй активно втручатися у життя двору та впливати на політику.

### Перед одруженням
- Су́джений — призначений жінці долею чоловік (іноді уявний), майбутній чоловік, наречений.
- Су́джена — призначена чоловікові долею жінка (іноді уявна), майбутня дружина, наречена.
- Нарече́ні — парубок і дівчина, чоловік і жінка, які збираються одружитися.
- Нарече́ний (жених) — парубок, чоловік щодо дівчини, жінки, з якою має одружитися.
- Нарече́на (розм. невіста) — дівчина, жінка щодо парубка, чоловіка, з яким має одружитися.

### Під час весілля
- Молодожо́ни[ком. 2][32][33] (молоді, пестл. молодя́та)[34] — недавно одружена пара.
- Весільний батько (посаджений батько) — весільний чин, чоловік, який замінює на весіллі батька нареченого або нареченої.
- Весільна мати (посаджена мати) — весільний чин, жінка, яка замінює на весіллі матір нареченого або нареченої.

### Відношення у разіусиновлення(удочеріння)
- Названий батько (прийомний батько) — чоловік, який узяв на виховання, прийняв чужу дитину за свою.
- Названа мати (прийомна мати) — жінка, яка взяла на виховання, прийняла чужу дитину за свою.
- Названий син (приймак, прийомний син) — той, кого взяли на виховання, усиновили.
- Названа дочка (приймачка, прийомна дочка) — та, кого взяли на виховання, прийняли за свою дочку, удочерили.
- Опіку́н — особа, якій доручена опіка над кимось.
- Піклувальник — особа, якій доручене піклування над кимось.
- Співопіку́н — особа, що виконує обов'язки опікуна разом з іншою особою.
- Підопі́чний — особа, щодо якої здійснюють опіку (піклування).
- Зна́йда (на́йда) — дитина-підкидьок, знайдена і взята кимось на виховання.

### Відношення у разі нового шлюбу
- Вітчи́м — чоловік матері, який не є батьком.
- Мачуха — дружина батька, яка не є матір'ю.
- Па́синок (па́серб, па́сербик) — рідний син одного з подружжів стосовно до другого, син чоловіка або дружини.
- Па́дчірка (па́дчерка, па́сербиця) — рідна дочка одного з подружжів стосовно до другого, дочка чоловіка або дружини.

### Побратимство
- Побрати́м (названий брат, брат по хресту, хрестовий брат) — той, із ким хто-небудь побратався, обмінявся натільним хрестом.
- По́се́стра[35] (названа сестра, сестра по хресту, хрестова сестра, розм. посестри́на[36]) — та, з якою хто-небудь посестрився, обмінявся натільним хрестом.

### Молочна спорідненість
- Молочна мати (годувальниця) — жінка, яка вигодувала чужу дитину грудьми.
- Молочний син — особа чоловічої статі, вигодована у дитинстві чужою жінкою (молочною матір'ю), стосовно до неї.
- Молочна дочка — особа жіночої статі, вигодована у дитинстві чужою жінкою (молочною матір'ю), стосовно до неї.
- Молочний брат — рідний син молочної матері стосовно її молочних дітей, а також молочний син стосовно до рідних дітей молочної матері.
- Молочна сестра — рідна дочка молочної матері стосовно її молочних дітей, а також молочна дочка стосовно до рідних дітей молочної матері.

### Біологічні зв'язки
- До́нор — особа, від якої беруть кров, тканини, органи для пересаджування (переливання) їх іншій людині.
- Реципіє́нт — особа, якій пересаджувають донорські тканини, органи або переливають кров.
- Химера — організм з генетично різнорідних клітин (з різних зигот).
- Сурогатна мати — жінка, яка виносила та народила дитину для інших людей у результаті імплантації їй ембріона.

### Інша термінологія
- Підкидьок — дитина, яку підкинули комусь на виховання.
- Сьомачо́к (сьомча́) — семимісячна недоношена дитина[37][38].
- Кесаря́та — діти, народжені посередництвом кесаревого розтину (розм.).
- Підмі́нок (підкидько) — нерідна дитина, на яку була обмінена у ранньому дитинстві рідна дитина.

- Відміна (відмінник, одміна, одмінок) — за народними віруваннями, істота, яку нечиста сила залишає після викрадання дитини (фольк.).
- Потерча — в українській міфології дитина, що померла нехрещеною, перетворившись на демонічну істоту.